# Capoluogo (Sasso Marconi)
Capoluogo è la circoscrizione amministrativa territoriale più importante del comune di Sasso Marconi, in Emilia-Romagna. Essa comprende l'agglomerato urbano di Sasso Marconi, l'abitato di Borghetti a nord e le colline occidentali sovrastanti il centro abitato fino allo spartiacque di Mongardino.

## Generalità
È collegato alla città di Bologna da una rete suburbana di autobus ed è servito da una stazione ferroviaria lungo la Ferrovia Porrettana.
Notevole è la zona industriale, composta da numerose aziende attive soprattutto nel settore metalmeccanico, del packaging e della gomma.

## Amministrazione
L'attuale giunta di frazione, ha come presidente Lina Da Ros.
Gli altri membri della giunta di frazione sono: 
- Ilaria Indovini (Segretaria)
- Luciano Capucci
- Francesco Fabbriani
- Claudio Ferrari
- Faliero Lombardelli
- Rebecca Marks

Abitanti al 31/12/2020: 6520
Sede: sala Polivalente (via Ponte Albano 37)
Contatti: []